# Декор

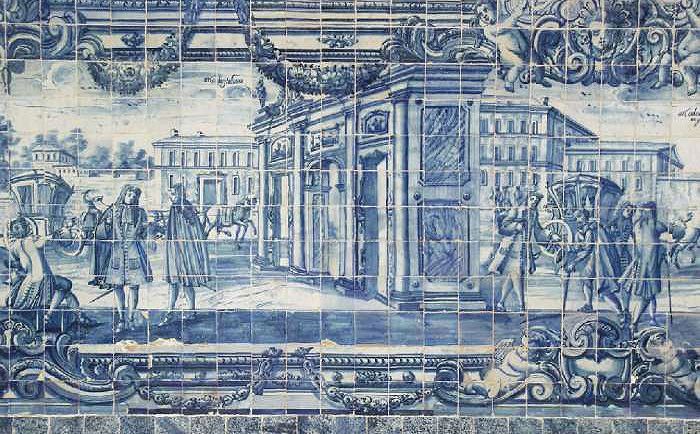
Кахлі на зразок азулежу в Бразилії.1702 рік.

Деко́р — сукупність елементів, що становлять зовнішнє оформлення архітектурної споруди або його інтер'єрів; може бути живописним, скульптурним, архітектурним. 
Розрізняють «активний декор» — відповідний конструкції споруди, пов'язаний з його функцією і формою; і «пасивний декор» — невідповідний розчленовуванням форми і привернутий лише для прикраси будинку. В архітектурі під декором нерідко розуміють всю неконструктивну частину споруди.

## Приклади декору наріжні
- Лиштва
- Рельєф
- Скульптура
- Фреска (орнаментальна або сюжетна)
- Золочення
- Мозаїка
- Тинькування
- Розфарбування безсюжетне
- Графіті (талановито зроблене)
- Кований декор
- Архітектурні деталі з репертуару різних стилів тощо.

## Приклади декору в інтер'єрі
- Розфарбування безсюжетне
- Фреска (орнаментальна або сюжетна)
- Плафон (живопис)
- Кахлі орнаментальні чи сюжетні
- Вітраж
- Паркет
- Мозаїка
- Ліплений декор
- скульптурний декор
- Шкіряні шпалери
- Декоративні рослини ( живі або штучні )
- Декорування текстилем (рядно, завіса, килими)
- Архітектурні деталі з репертуару різних стилів тощо.